# Contra principia negantem non est disputandum
 (octobre 2023).
La mise en forme du texte ne suit pas les recommandations de Wikipédia : il faut le « wikifier ».
Les points d'amélioration suivants sont les cas les plus fréquents. Le détail des points à revoir est peut-être précisé sur la page de discussion.
- Les titres sont pré-formatés par le logiciel. Ils ne sont ni en capitales, ni en gras.
- Le texte ne doit pas être écrit en capitales (les noms de famille non plus), ni en gras, ni en italique, ni en « petit »…
- Le gras n'est utilisé que pour surligner le titre de l'article dans l'introduction, une seule fois.
- L'italique est rarement utilisé : mots en langue étrangère, titres d'œuvres, noms de bateaux, etc.
- Les citations ne sont pas en italique mais en corps de texte normal. Elles sont entourées par des guillemets français : « et ».
- Les listes à puces sont à éviter, des paragraphes rédigés étant largement préférés. Les tableaux sont à réserver à la présentation de données structurées (résultats, etc.).
- Les appels de note de bas de page (petits chiffres en exposant, introduits par l'outil «  Source ») sont à placer entre la fin de phrase et le point final[comme ça].
- Les liens internes (vers d'autres articles de Wikipédia) sont à choisir avec parcimonie. Créez des liens vers des articles approfondissant le sujet. Les termes génériques sans rapport avec le sujet sont à éviter, ainsi que les répétitions de liens vers un même terme.
- Les liens externes sont à placer uniquement dans une section « Liens externes », à la fin de l'article. Ces liens sont à choisir avec parcimonie suivant les règles définies. Si un lien sert de source à l'article, son insertion dans le texte est à faire par les notes de bas de page.
- La présentation des références doit suivre les conventions bibliographiques. Il est recommandé d'utiliser les modèles {{Ouvrage}}, {{Chapitre}}, {{Article}}, {{Lien web}} et/ou {{Bibliographie}}. Le mode d'édition visuel peut mettre en forme automatiquement les références.
- Insérer une infobox (cadre d'informations à droite) n'est pas obligatoire pour parachever la mise en page.

Pour une aide détaillée, merci de consulter Aide:Wikification.
Si vous pensez que ces points ont été résolus, vous pouvez retirer ce bandeau et améliorer la mise en forme d'un autre article.
 (octobre 2023).
Contra principia negantem non est disputandum (en latin, également Contra principia negantem disputari non potest ou Contra principia negantem disputari nequit ; littéralement, « Contre celui qui nie les principes, il ne peut y avoir de débat ») est un principe de logique et de droit : pour débattre raisonnablement d’un désaccord, il doit y avoir un accord sur les principes ou les faits permettant de juger les arguments.

## Histoire
La maxime ne peut pas être trouvée chez Aristote, bien que les universitaires aient souligné certains passages de ses textes qui s'en rapprochent dans leur esprit,. On lit parfois que ce principe a été utilisé dans la philosophie scolastique médiévale pour désigner l'autorité du système aristotélicien. Duns Scot conclut un passage de son commentaire sur les Sentences de Pierre Lombard par cette déclaration : « si cet argument n'est pas convaincant, de nombreux principes supposés par les philosophes sont mis en doute ; et contre celui qui nie les principes communément acceptés, la discussion est impossible (contra autem negantem principia communiter recepta, non est disputandum).

## Usage
John Lacy fait figurer un personnage (un médecin) qui cite la maxime durant le cinquième acte de The Dumb Lady (1672).
Arthur Schopenhauer y fait référence dans L'Art d'avoir toujours raison. Lénine s'est opposé à Peter Berngardovich Struve qui invoquait ce principe, lui rétorquant : « Cela dépend de la manière dont ces principes sont formulés – soit sous forme de propositions et de notes générales, soit comme une compréhension différente des faits de l’histoire russe et de la réalité actuelle. » 
Karl Popper pensait que la maxime exprimait l'irrationalisme du relativisme, « une doctrine soutenant l'impossibilité d'une compréhension mutuelle entre différentes cultures, générations ou périodes historiques – même au sein de la science, même au sein de la science physique » : « le mythe du cadre de référence est clairement le même que celui de la doctrine selon laquelle on ne peut pas discuter rationnellement de tout ce qui est fondamental, ou qu'une discussion rationnelle sur les principes est impossible ».